# خصیلی
خصیلی (به لاتین: Xəsili) یک منطقه مسکونی در جمهوری آذربایجان است که در شهرستان بردع واقع شده‌است. خصیلی ۱۳۳۷ نفر جمعیت دارد.